# ونگلم
ونگلم (به انگلیسی: Vengalam) یک زیستگاه انسانی در هند است که در Kozhikode district واقع شده‌است.